# 毛利親衡
毛利 親衡（もうり ちかひら）は、南北朝時代の武将。安芸国吉田荘地頭職。

## 生涯
南北朝の戦乱が勃発すると、父の貞親とともに南朝方として越後で活動した。しかし、後に祖父の時親の取り成しで北朝方に帰順し、一族とともに安芸に下向した。毛利氏の総領は祖父の死後、子の元春が継いでいたため、親衡は日下津城を築いて別家を起こし、子孫は坂氏を名乗り、安芸毛利氏の有力支族（庶家）の一つとなった。
武勇に優れ、かつ反骨心に富む人物であったようで、南朝：正平5年/北朝：貞和6年、観応元年（1350年）に勃発した観応の擾乱の際には反幕府方として活動し、周防の大内氏と同盟して九州に出陣した子の元春の留守を攻撃し、また、日下津城に攻め寄せた安芸守護・武田氏信の軍勢を籠城の末撃退する技量を見せている。